# Maculonaclia luctuosa
Maculonaclia luctuosa är en fjärilsart som beskrevs av Charles Oberthür 1911. Maculonaclia luctuosa ingår i släktet Maculonaclia och familjen björnspinnare. Inga underarter finns listade i Catalogue of Life.